# Agazzano
Agazzano – miejscowość i gmina we Włoszech, w regionie Emilia-Romania, w prowincji Piacenza.
Według danych na rok 2004 gminę zamieszkiwało 1988 osób, 56,8 os./km².